# Hindustan Motors
Pour les articles homonymes, voir Hindustan.
 (juillet 2014).
Si vous disposez d'ouvrages ou d'articles de référence ou si vous connaissez des sites web de qualité traitant du thème abordé ici, merci de compléter l'article en donnant les références utiles à sa vérifiabilité et en les liant à la section « Notes et références ».
Hindustan Motors est une entreprise indienne de construction automobile. C'est une filiale du groupe CK Birla et le groupe PSA.
Hindustan Motors a été fondée en 1942 et est basée à Calcutta. Elle a commencé par produire des BMC (british motor company, c’est-à-dire des marques comme Leyland, Austin, Morris, MG).
Hindustan Motors est la première compagnie indienne à avoir produit un modèle d'automobile, en l'occurrence l'Ambassador, produite depuis les années 1950.

## Historique

### Ambassador
Le modèle Ambassador est produit de 1957 à 2014, sur une base de Morris Oxford (en), avec quelques modifications depuis cette date. Cette berline de 4,30 mètres est motorisée par un bloc de 1 489 cm3 essence de 56 ch, de 1 489 cm3 diesel de 41 ch, 1 818 cm3 essence (d’origine Isuzu) de 74 ch. Boîte de vitesses à 4 rapports ou 5 pour les diesels, essieux rigides, freins à tambours.
Vitesse maxi : de 100  à   140 km/h. La climatisation est désormais de série, comme la direction assistée.
En 1994, la part de marché d’Hindustan était de 12 % pour 25 000 unités. En 2008, elle représentait moins de 1 %.
2 423 exemplaires vendus en 2012 [réf. nécessaire]

### Contessa
Hindustan produit un autre modèle de 1984 à 2002, la Contessa, issu de la Vauxhall Victor FE, elle-même issue de l’Opel Rekord de 1972.
Ce modèle long de 4,59 m, utilise des moteurs Isuzu : un 1 818 cm3 essence de 75 ou 88 ch, et un deux litres diesel de 55 ch. Boîte 5 vitesses. Vitesse maxi : 140 km/h.

### Accord avec Mitsubishi
Hindustan a une coentreprise avec Mitsubishi depuis 1998. L'usine est située à Tiruvallur dans l'état du Tamil Nadu. Le Pajero Sport est fabriqué jusqu'en 2016. Les autres modèles construits sont la Mitsubishi Lancer et le Mitsubishi Outlander.

### Accord avec PSA
En janvier 2017, un accord est signé avec le groupe PSA pour produire des véhicules à partir de 2020.

### Lieux de production
- usine de Tiruvallur qui fabriquait les Mitsubishi sous licence. L'usine produit désormais le Citroën C5 Aircross pour le marché local.
- usine de Uttarpara (en) qui fabriquait les Ambassador et Contessa

### Modèles
- Hindustan 10 - sur la base de la Morris 10 de 1947, remplacé par Hindustan 122
- Hindustan 122 et Hindustan 14 - sur la base de la Morris Oxford MO Series de 1948 - remplacé par la Landmaster
- Hindustan Landmaster - basée sur la Morris Oxford II - 1954 à 1957.
- Hindustan Ambassador - construite de 1957 à avril 2015.
- Hindustan Contessa - basée sur la Vauxhall Victor FE avec des moteurs diesel ou à essence Isuzu. a connu plusieurs modèles dérivés : Pushpak, Trekker et Porter.
- Mitsubishi Lancer Evolution X (Lancer Evo X)
- Mitsubishi Lancer (septième génération)
- Mitsubishi Cedia (huitième génération de Lancer)
- Mitsubishi Pajero (deuxième génération)
- Mitsubishi Montero (quatrième génération de Pajero)
- Mitsubishi Outlander (deuxième génération)